# نينا ليند
نينا ليند (بالألمانية: Nina Linde)‏ هي لاعبة هوكي الجليد ألمانية، ولدت في 10 يونيو 1980 في ميونخ في ألمانيا.

## وصلات خارجية
- نينا ليندة على موقع EliteProspects.com (الإنجليزية)
- نينا ليندة على موقع Eurohockey.com (الإنجليزية)
- نينا ليندة على موقع أوليمبيديا (الإنجليزية)